# 六安职业技术学院
六安职业技术学院（英文：Lu’An Vocational Technical College），是一所位于中华人民共和国安徽省六安市的公立普通高等职业院校，2001年6月经安徽省人民政府批准成立。

## 校史
2001年6月，六安职业技术学院经安徽省人民政府批准成立，为专科层次普通高等院校
2014年，学校获批“国家AAA级旅游景区”，为安徽省首所申报国家旅游景区获批的高校
2015年，学校获批安徽省地方技能型高水平大学建设项目

## 院系设置
学校现设有七个二级学院、十二个系和三个部，开设45个专业，其中安徽省特色专业9个，安徽省综合改革试点专业6个。。
- 城市建设学院  院长：张杰瑜 副院长：胡敏
  - 园林技术系
  - 建筑技术系
- 汽车与机电工程学院 院长：韩士萍
  - 机电技术系
  - 汽车技术系
- 信息与电子工程学院 院长：张寿安、  副院长：项丽萍
  - 电子技术系
  - 信息技术系
- 经济管理学院和创新创业学院 院长：王华巍
  - 工商管理系
  - 旅游管理系
  - 会计系
- 人文艺术学院 院长：陈如邦、 副院长：贺义宏
  - 服装设计系
  - 艺术设计系
  - 文秘系
- 幼儿教育与旅游管理学院 院长：陈俊
- 继续教育学院 院长：谢明军
- 思政部 主任：宋文兴
- 基础部 主任：刘丽华
- 英语网络中心 主任：郑健
- 中专部（六安职业学校）校长：张玉武
- 学校办公室 主任：史冬防
- 教务处 处长：汪本勤
- 学工处 处长：张品
- 大学生资助中心和人武部 处长：唱焕德
- 招生就业办公室 主任：杨继葆